# Six Jours de Sydney
Les Six Jours de Sydney sont une course cycliste de six jours disputée à Sydney, en Australie. Dix-neuf éditions ont lieu entre 1911 à 1974.

## Palmarès
| Année   | Vainqueur                                   | Deuxième                                   | Troisième                            |
| ------- | ------------------------------------------- | ------------------------------------------ | ------------------------------------ |
| 1911    | Alfred Goullet Paddy Hehir                  | Alfred Grenda Gordon Walker                | Frank Corry Reginald McNamara        |
| 1912    | Non-disputé                                 |                                            |                                      |
| 1913    | Frank Corry Reginald McNamara               | Donald Kirkham Robert Spears               | Fred Kneefe Bert Scott               |
| 1914-19 | Non-disputés                                |                                            |                                      |
| 1920    | Charles Osterriter Willie Spencer           | Frank Corry Alfred Grenda                  | Alex McBeath Ernest Priestley        |
| 1921    | Non-disputé                                 |                                            |                                      |
| 1922    | Georges Hammond Ken Ross                    | Harris Horder Ron Munroe                   | Ted Byron Dick Marshall              |
| 1923    | Non-disputé                                 |                                            |                                      |
| 1924    | Frank Corry Cecil Walker                    | Charly Jaeger W. Keller                    | Jack Fitzgerald Fred Wells           |
| 1925    | George Dempsey Ken Ross                     | Jack Fitzgerald Dick Marshall              | Eric Gibaud Hubert Opperman          |
| 1926    | Non-disputé                                 |                                            |                                      |
| 1927    | Jack Fitzgerald Ken Ross                    | Les Hammond Harold Moodie                  | Grant Pye H. Rogers                  |
| 1928-37 | Non-disputés                                |                                            |                                      |
| 1938    | Joe Parmley Len Rogers                      | Gino Bambagiotti Ernie Greig               | Hilton Bloomfield Harold Latta       |
| 1939    | Joe Buckley Stan Parsons                    | Hilton Bloomfield Len Rogers               | Ernie Greig Harold Latta             |
| 1940    | Robert Porter Len Rogers                    | Hilton Bloomfield Ray Brooking             | Ernie Greig Arthur Windon            |
| 1941    | Ray Brooking Bill Guyatt                    | Charles Rampelberg Hughie Smith            | Jim Coleman Randall Cook             |
| 1942    | Bill Guyatt Jack Walsch                     | Randall Cook Len Rogers                    | Hilton Bloomfield Ray Dunbier        |
| 1943    | Non-disputé                                 |                                            |                                      |
| 1944    | Stand Parsons Hughie Smith                  | John Kohlenberg Len Rogers                 | Jim Coleman F. Fickle                |
| 1945-53 | Non-disputés                                |                                            |                                      |
| 1954    | Jim Nestor Maurice Martin                   | Harold Jensen Keith Manny                  | Douglas Stanford Brian Hayden        |
| 1955-57 | Non-disputés                                |                                            |                                      |
| 1958    | Peter Brotherton Sydney Patterson           | Giuseppe Chiesa Frederico Mason            | Bruce Clarke Robert Leach            |
| 1959    | Peter Panton Sydney Patterson               | John Green John Young                      | Dudley Crowe Ray Crowe               |
| 1960    | Non-disputé                                 |                                            |                                      |
| 1961    | John Green John Young                       | Peter Panton Klaus Stiefler                | Ronald Grenda Fred Roche             |
| 1962    | Ernest Corney Allan McLennan Keith Reynolds | Orazio Damico Sydney Patterson Nino Solari | Alex Fulcher Kerry Hoole Robert Ryan |
| 1963-73 | Non-disputés                                |                                            |                                      |
| 1974    | Frank Atkins Danny Clark                    | John Bylsma Hilton Clarke                  | Keith Oliver Bob Whetters            |